# Handball Club Lada Togliatti
Le Handball Club Lada Togliatti (en russe : Гандбольный клуб «Лада» Тольятти) est un club féminin de handball basé à Togliatti en Russie. Il doit son nom au groupe automobile local AvtoVAZ, notamment connu en Europe sous la marque Lada.

## Histoire
Fondé en avril 1998 à partir d'un club de filles âgées de 15 et 16 ans, le club accède à la Major League, 2e niveau du handball féminin russe, grâce à l'arrêt d'un autre club en raison de difficultés financières. Togliatti termine la saison à la 4e place avant de remporter ce championnat l'année suivante ce qui lui permet d'accéder à la Superleague.
Dès sa deuxième saison dans cette ligue, le club atteint la 2e place. L'année suivante, en 2002, viennent les premiers trophées : le titre de champion en Superleague et une victoire sur la scène européenne avec la  Coupe des coupes.
Le club poursuit sa domination sur le plan national, remportant de nouveau les titres en 2003, 2004, 2005 et 2006. Ces titres lui permet d'accéder à la Ligue des champions.
Pour la saison 2006-07, le club prend désormais le nom de LADA, du nom du constructeur d'automobiles Lada-AvtoVAZ. La campagne européenne se poursuit jusqu'à la finale. Celle-ci oppose le club russe au club danois de Slagelse DT. La première manche, disputée sur le sol russe, voit les deux équipes obtenir le match nul de  29 partout. Les danoises remportent le match retour, disputé à Brondby, sur le score de 32 à 24.  Le club échoue également en finale sur la scène nationale.

## Togliatti et la sélection nationale
Le club s'appuie sur une politique de formation de jeunes joueuses. Il devient ainsi rapidement le principal fournisseur de joueuses pour la sélection nationale qui est l'une des meilleures équipes mondiales. C'est ainsi que la sélection qui remporte le titre mondial 2005 à Saint-Pétersbourg est composée de 7 joueuses du club.

## Palmarès
Compétitions internationales
- Coupe des vainqueurs de coupe (C2)
  - vainqueur (1) : 2002
  - finaliste (1) : 2016
- Coupe de l'EHF (C3)
  - vainqueur (2) :  2012 et 2014
- Ligue des champions (C1)
  - finaliste (1) : 2007

Compétitions nationales
- Championnat de Russie
  - champion (6) : 2002, 2003, 2004, 2005, 2006, 2008
  - vice-champion (2) : 2001, 2007
- Coupe de Russie
  - vainqueur (1) : 2006
  - Finaliste (3) : 2007, 2009 et 2015

## Personnalités emblématiques
Parmi les joueuses du club, on trouve :
- Olga Akopian : de 2015 à 2016
- Natalia Chipilova : de 2001 à 2006 et de 2010 à 2013
- Irina Bliznova : de 2004 à 2016 et de 2019 à 2020
- Ekaterina Davidenko : de 2006 à 2014 et depuis 2018
- Daria Dmitrieva : de 2015 à 2019
- Elena Dmitrieva : de 2001 à 2004
- Tatiana Erokhina : de 2002 à 2013 et de 2014 à 2016
- Olga Fomina : de 2008 à 2014 et de 2019 à 2025
- Polina Gorchkova : de 2006 à 2019
- Olga Gorchenina : de 2009 à 2014
- Anna Kareïeva : de 2001 à 2004
- Oxana Koroleva : de 2001 à 2007
- Ekaterina Ilina : de 2013 à 2013
- Iana Jilinskaïté : de 2008 à 2014
- Victoria Jilinskaïté : de 2008 à 2014
- Ielizaveta Malachenko : de 2013 à 2017
- Ekaterina Marennikova : de 2004 à 2010 et de 2011 à 2012
- Nadejda Mouravieva : de 2002 à 2010 et de 2011 à 2015
- Irina Nikitina : de 2006 à 2013
- Elena Outkina : de 2015 à 2019
- Irina Poltoratskaïa : de 2001 à 2004
- Lioudmila Postnova : de 2002 à 2010
- Oksana Romenskaïa : de 2000 à 2006
- Daria Samokhina : de 2007 à 2017
- Maria Sidorova : de 2001 à 2012
- Irina Snopova : de 2016 à 2018
- Inna Souslina : de 2001 à 2014
- Polina Viakhireva : de 2004 à 2007

Parmi les entraîneurs du club, on trouve :
- Ievgueni Trefilov : de 1999 à 2006 et de 2011 à 2012
- Ekaterina Marennikova : de 2022 à 2023 et depuis 2024